# Kontrolleret Kaos - Fra krig til kunst
Kontrolleret Kaos - Fra krig til kunst er en dansk dokumentarfilm fra 2013 instrueret af Martin Nore.

## Handling
Filmen handler om krigen i Afghanistan og er bygget op om danske soldaters eget materiale, blandt andet videooptagelser fra krigen og optagelser, hvor soldaterne fortæller om deres krigsulykker og livet i Danmark efter krigen.